# Tommy Flanagan (zeneszerző)
Tommy Flanagan (Detroit, 1930. március 16. – New York, 2001. november 16.) amerikai dzsessz-zongorista, zeneszerző.

## Pályakép
Flanagan Detroitban nőtt fel, ahol olyan zongoristák, mint Art Tatum, Teddy Wilson és Nat King Cole, majd az ifjabb bebop-zenészek is hatottak rá.
Az 1956-ban New Yorkba költözött. Miles Davisszel és Sonny Rollinsszal készített lemezeket. Aztán John Coltrane és Wes Montgomery társa volt, majd Ella Fitzgerald mellett főmunkaidős zongorakísérő lett. Három éven át dolgozott a Fitzgerald mellett.
Hat éven keresztül olyan sztárokkal lépett fel, mint Coleman Hawkins, Sonny Rollins, John Coltrane, J. J. Johnson és Miles Davis. 1962-ben Fitzgerald magával vitte Londonba, ahol szörnyű rosszul játszott. Ella halkan ezt mormálta a fülébe: „Ha továbbra is ilyen rosszul játszol, itthagyom a szakmát!” Mire a következő két évben Flanagan csak Ellával lépett fel és csak vele készített lemezt. Még Fitzgerald életében szentelt az énekesnő tiszteletére egy lemezt: Lady Be Good... for Ella.

## Lemezek
(válogatás)
- Thelonica (Enja, 1982), + George Mraz, Art Taylor
- Tommy Flanagan & Jaki Byard: The Magic of 2 (1982)
- Beyond the Bluebird (Timeless, 1990), + Kenny Burrell, George Mraz, Lewis Nash
- Let's (Enja,1993), + Jesper Lundgaard, Lewis Nash
- Lady Be Good... For Ella (Verve, 1993), + Peter Washington, Lewis Nash
- Tommy Flanagan & Hank Jones: Live in Marciac 1993 (Groovin High, 1993), + Hein van de Geyn, Idris Muhammad
- Sea Changes (Evidence, 1996), + Peter Washington, Lewis Nash
- Sunset and the Mockingbird (Blue Note, 1997), + Peter Washington, Lewis Nash

## Díjak
Ötször jelölték Grammy-díjra.